# Yoshi's Woolly World
Yoshi's Woolly World, conocido en Japón como Yoshī'ūruwārudo (ヨッシー ウールワールド?), es un videojuego de plataformas de desplazamiento lateral en el que se maneja a Yoshi. Fue publicado para Wii U en 2015. El juego es similar a Super Mario World 2: Yoshi's Island, solo que se está en un mundo de lana y telas.
En 2016 se anunció que el juego sería adaptado a Nintendo 3DS como Poochy & Yoshi's Woolly World, que fue puesto a la venta el 3 de febrero de 2017, junto al Amiibo de Poochy.

## Modalidad de juego
Yoshi's Woolly World es un juego de plataformas en el que el jugador asume el papel de Yoshi . Similar al desarrollado título anterior de Good-Feel, Kirby's Epic Yarn, el juego está ambientado en un mundo donde los personajes y el ambiente se componen de hilo y tela. Yoshi conserva gran parte de su set de movimiento de la serie de videojuegos Yoshi, incluyendo el uso de la lengua para tragar enemigos y usar su salto aleteo para llegar a zonas difíciles, y muchos elementos como flores. Sin embargo, a diferencia de otros juegos donde los enemigos al tragarse se producían huevos que Yoshi entonces podría arrojar, Yoshi esta vez produce ovillos de lana. Estos ovillos de lana tienen diversos usos cuando se lanzan, como atar a temibles enemigos o completar ciertas plataformas y objetos. El juego también soporta hasta dos jugadores cooperativamente, siendo capaces de tragar y arrojar al otro jugador, lo que les permite llegar a zonas inaccesibles de otro modo.
En Yoshi's Woolly World se debe rescatar a los Yoshis que fueron secuestrados por Kamek, quien los convierte en madejas de lana. Para poder recuperarlos hay que encontrar las cinco madejas que se encuentran en cada nivel del juego. De esta manera se pueden obtener nuevos motivos decorativos que luego se podrán usar en el personaje de Yoshi. Los enemigos en su mayoría son "comestibles" dando la posibilidad de tener ovillos para utilizar. Los niveles varían en dificultad, desde aceleradas pantallas, laberintos complejos y emocionantes recorridos.

## Desarrollo
Yoshi's Woolly World fue anunciado por primera vez por Satoru Iwata, expresidente de Nintendo, en el Nintendo Direct del 23 de enero de 2013 con el título tentativo Yarn Yoshi. Se explicó que el juego estaría desarrollado por el mismo equipo que anteriormente había desarrollado Kirby's Epic Yarn (Good-Feel), pero esta vez con la profunda supervisión de Takashi Tezuka (director de Yoshi's Island y Yoshi's Story).
El juego estuvo ausente en el E3 2013, pero fue jugable en el E3 2014, donde se le dio un plazo de lanzamiento tentativo de "la primera mitad de 2015".
El juego hace uso de los Amiibo, pudiendo desbloquear diseños de los diversos personajes de los Amiibo, o un segundo jugador si se usan los Amiibos de lana de Yoshi o al Amiibo de Yoshi.

## Recepción
Con el cierre del E3 2014, el sitio IGN reunió a su equipo para elegir cuáles eran los mejores juegos que aparecieron en el evento, y Yoshi's Woolly World fue elegido "Mejor Juego de plataformas" junto a Super Mario Maker.